# Стівен Ньюболд
Стівен Ньюболд (англ. Stephen Newbold, нар. 5 серпня 1994) — багамський спринтер, бронзовий призер Олімпійських ігор 2016 року.

## Виступи на Олімпіадах
| Олімпіада           | Дисципліна            | Місце |
| ------------------- | --------------------- | ----- |
| Ріо-де-Жанейро 2016 | естафета 4×400 метрів | 3     |

## Зовнішні посилання
- Стівен Ньюболд Профіль у IAAF (англ.)
- Стівен Ньюболд — олімпійська статистика на сайті Sports-Reference.com (англ.) (архівна версія)

1. 1 2 3  Olympedia — 2006.